# Velho do Rio
Velho do Rio ou Joventino Leôncio é um personagem da telenovela brasileira Pantanal (1990) da Rede Manchete, escrita pelo autor Benedito Ruy Barbosa e interpretado pelo ator Cláudio Marzo. No remake de 2022 produzido pela TV Globo, Velho do Rio foi interpretado na primeira fase por Irandhir Santos e na segunda fase por Osmar Prado.
Na trama ele é um ser encantado, que em parte do tempo assume a forma de uma sucuri, mas que também se apresenta na forma humana. Era um homem comum, Joventino Leôncio, que se embrenha na mata (na versão de 1990, ele cai do cavalo) e depois é picado no pescoço, por uma cobra. Após o acontecimento ele se transforma em uma entidade sobrenatural: o Velho do Rio.
Ele cura as pessoas quando essas estão feridas, aconselha quem passa pelo seu caminho e ajuda os que se perdem na imensidão do pantanal. O Velho do Rio  é o guardião espiritual da região, ele zela pelos rios, animais e matas. A entidade representa a ligação entre o mundo físico e o mundo espiritual, sendo a síntese de uma consciência ecológica coletiva.
O Velho do Rio é Joventino, pai de José Leôncio e avô de Jove (Joventino). Quando José Leôncio morre, no último capítulo da telenovela, ele e o velho Joventino têm uma conversa onde seu pai lhe fala que o pantanal precisa de um protetor mais jovem, e passa o manto para José Leôncio. A telenovela termina com ele, já como Velho do Rio, conversando com seus netos, a filha de Jove e Juma Marruá e o filho de Zé Lucas com Irma.
O personagem criado por Benedito Ruy Barbosa foi um dos primeiros da teledramaturgia brasileira a defender a ecologia e condenar a degradação do meio ambiente pelo ser humano, sendo inspirado em algumas lendas do folclore pantaneiro, como o mãozão, pé de garrafa, pai da mata, minhocão e outros.